# Metabiantes teres
Metabiantes teres is een hooiwagen uit de familie Biantidae.